# 이소촌 (효고현 미카타군)
이소촌(射添村)은 효고현 미카타군에 설치되었던 촌이다. 현재의 가미정에 해당한다.

## 역사
- 1889년 4월 1일 - 정촌제 시행에 의해 시쓰미군 13촌, 후타카타군 1촌의 구역을 가지고 성립, 무라오카촌은 시쓰미군에 소속되었다.
- 1896년 4월 1일 - 미카타군으로 변경되었다.
- 1955년 4월 1일 - 오지로촌과 합병해, 미카타정이 성립, 동일 우즈카촌은 폐지되었다.
- 1961년 4월 1일 - 미카타정 중 구촌 구역이 무라오카정에 편입되었다.

## 교통

### 도로
- 국도 제9호선

## 참고문헌
- 가도카와 일본지명대사전 28 효고현